# Rolls Royce Building (New York)
Het Rolls Royce Building is een kantoorgebouw aan East 57th Street in Midtown Manhattan in New York. Het gebouw telt 22 verdiepingen en heeft een hoogte van 80 meter. Het Rolls Royce Building werd gebouwd tussen 1929 en 1930 en is ontworpen door Buchman & Kahn. Hedendaags is het gebouw in bezit van de "Joseph P. Day Realty Corporation", dat in het gebouw kantoren verhuurd. Hiernaast bevindt zich op de eerste verdieping een vestiging van Victoria's Secret, op de tweede verdieping een galerij van "Pace Gallery" en op de derde verdieping een galerij van "Pace Prints". In het gebouw bevinden zich al geruime tijd galerijen; zo bevond zich er in ieder geval in 1936 de "Bignou Gallery".
De vloeroppervlakte van het Rolls Royce Building is 8230 m² en er bevinden zich vier liften.

## Ligging
Het Rolls Royce Building is gelegen in Midtown Manhattan aan East 57th Street. Er bevinden zich vier metrostations in de directe omgeving van het gebouw. Dat zijn: het drie blokken noordelijker en het twee blokken westelijker gelegen 5th Avenue aan lijnen N, Q en R, het twee blokken westelijker gelegen 57th Street aan lijn F, het drie blokken zuidelijker en één blok westelijker gelegen 5th Avenue/53rd Street aan lijnen E en M en het twee blokken oostelijker en drie blokken noordelijker gelegen Lexington Avenue/59th Street aan de lijnen 4, 5, 6, 6d, N, Q en R. Het Rolls Royce Building grenst aan twee gebouwen, namelijk in het westen aan 575 Madison Avenue en in het zuiden aan 432 Park Avenue, dat nog in aanbouw is. Aan de andere kant van East 57th Street bevindt zich het Fuller Building. Andere opvallende gebouwen in de directe omgeving van het Rolls Royce Building zijn de 58 verdiepingen tellende Trump Tower, de 37 verdiepingen tellende Sony Tower, het 50 verdiepingen tellende General Motors Building en het 52 verdiepingen tellende Four Seasons Hotel New York.